# Gaston Monod
Gaston Frédéric Eugène Monod (* 1. August 1883 in Bourdeaux; † 20. August 1914 bei Fonteny) war ein französischer Sprach- und Literaturwissenschaftler.

## Leben
Monod wuchs als Sohn des Mediziners Eugène Monod (1850–1937) in Bordeaux auf. Er war außerdem Neffe des Historikers Gabriel Monod. Er absolvierte die École des Chartes und wurde danach von Karl Lamprecht als Lektor ans Leipziger Institut für Kultur- und Universalgeschichte geholt. Dort lehrte er als Nachfolger von Gustave Cohen ab dem Sommersemester 1909 französische Sprache („Exercices pratiques de français“), hielt aber auch Veranstaltungen zur französischen Kultur und Literatur. Seine Übungen sind gut besucht gewesen und haben sich, wie der Institutsdirektor Lamprecht hervorhebt, „als hervorragend geeignet erwiesen, den geistigen Austausch zwischen unseren beide Nationen zu fördern und speziell unter den zahlreichen Mitgliedern des Instituts (in diesem Semester 370) Sinn und Liebe für die französische Kultur zu verbreiten“.
Monod veröffentlichte in französischen Zeitschriften auch Aufsätze über deutsche Literatur, z. B. über das Werk Bernhard Kellermanns. Für das Bibliographische Institut übernahm er die Neubearbeitung des „Französischen Sprachführers“, der dann in der fünften Auflage postum 1915 erschien und 1935 eine weitere Auflage erlebte.
Für Monod, der als Franzose in Deutschland lehrte und seit dem 8. September 1908 mit einer Leipzigerin verheiratet war, war der hereinbrechende Erste Weltkrieg besonders tragisch. Er kämpfte auf französischer Seite im 344. Infanterie-Regiment und fiel bereits in den ersten Kriegstagen in Lothringen. Im Nachruf der Revue Mondiale heißt es: „Le Destin a voulu qu’il fût la victime de ceux-là mêmes qu’il avait mis toute son intelligence à bien comprendre.“

## Werke
- Französischer Sprachführer. Taschenwörterbuch für Reise und Haus. 6., neubearb. Aufl. Leipzig: Bibliographisches Institut 1935.